# Scoloplos tumidus
Scoloplos tumidus är en ringmaskart som beskrevs av Mackie 1991. Scoloplos tumidus ingår i släktet Scoloplos och familjen Orbiniidae. Inga underarter finns listade i Catalogue of Life.